# Setge de Sarajevo
El setge de Sarajevo mantingut per les forces de l'autoproclamada República Sèrbia (RS) i l'Exèrcit Popular Iugoslau (JNA) durant la guerra de Bòsnia, el més llarg contra una gran ciutat en la història militar moderna, es va estendre entre el 5 d'abril de 1992 i el 29 de febrer de 1996.
Després de la declaració d'independència de Bòsnia i Hercegovina respecte de Iugoslàvia, i amb l'objectiu estratègic de crear un nou estat per als serbis de Bòsnia, la República Sèrbia, i que incloïa una part del territori de Bòsnia i Hercegovina, les forces sèrbies van envoltar Sarajevo amb 18.000 soldats estacionats als turons circumdants, que assetjaren la ciutat amb armes d'artilleria (com ara morters, tancs, i metralladores), així com amb franctiradors. A partir del 2 de maig de 1992, els serbis van aïllar la ciutat. La poc equipada defensa del Govern de Bòsnia, amb prop de 40.000 homes, fou incapaç de trencar el setge.
S'estima que prop de 10.000 persones van morir o van desaparèixer a la ciutat, inclosos més de 1.500 nens. Unes 56.000 persones van resultar ferides, inclosos uns 15.000 nens. El 1995, els assassinats i la migració forçada havien reduït la població de la ciutat fins a 334.663 habitants, un 64% menys que abans de la guerra.
Després de la guerra, el Tribunal Penal Internacional per a l'antiga Iugoslàvia va condemnar dos generals serbis de nombrosos crims contra la humanitat pels seus actes. Stanislav Galić i Dragomir Milošević van ser condemnats a cadena perpètua i 29 anys de presó, respectivament. Una de les 11 acusacions contra l'expresident de República Sèrbia Radovan Karadzic, té relació amb el setge de Sarajevo.